# Schlacht bei Lützen
Frankfurt – Magdeburg – Werben – Breitenfeld – Bamberg – Rain – Wiesloch – Alte Veste – Lützen – Hessisch Oldendorf – Steinau – Liegnitz – Regensburg – Nördlingen

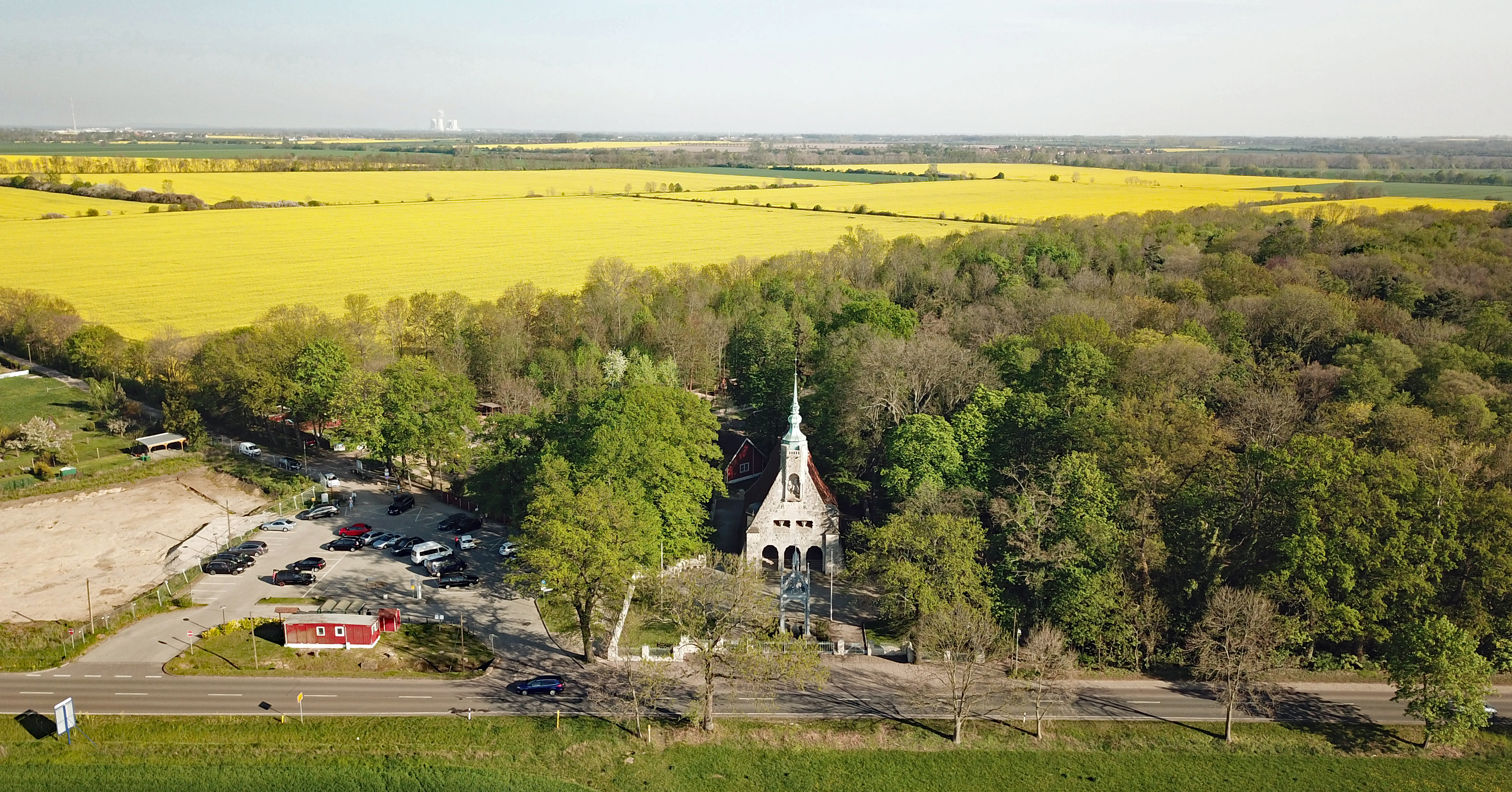
Luftbild des ehemaligen Schlachtfeldes (Blick Richtung schwedische Stellungen)

Die Schlacht bei Lützen war eine der Hauptschlachten des Dreißigjährigen Krieges. Sie fand am 6. Novemberjul. / 16. November 1632greg. bei Lützen zwischen einem protestantischen, überwiegend schwedischen Heer unter Führung des schwedischen Königs Gustav II. Adolf und den überwiegend katholischen kaiserlichen Truppen unter Albrecht von Wallenstein statt. Für die Schweden endete die Schlacht mit einem Pyrrhussieg. Etwa 10.000 Soldaten, darunter General Gottfried zu Pappenheim und König Gustav II. Adolf, fanden auf dem Schlachtfeld den Tod. Herzog Bernhard von Sachsen-Weimar, der in der Schlacht die Führung übernommen hatte, blieb Befehlshaber der schwedischen protestantischen Truppen.

## Vorgeschichte der Schlacht
Nach der Schlacht an der Alten Veste hatte sich Wallenstein gegen Sachsen gewandt. Dorthin war ihm Gustav Adolf durch Thüringen gefolgt, um einen Abfall des Kurfürsten Johann Georg I. von Sachsen aus dem protestantischen Lager zu verhindern. Gustav Adolf besetzte Erfurt und schlug bei Naumburg (Saale) sein Lager auf. Wallenstein bezog im nahen Weißenfels Aufstellung, doch Gustav Adolf machte keine Anstalten, sich einer Schlacht zu stellen. Seine weiteren Absichten erschienen unklar. Er konnte mit seiner Armee in Naumburg und Erfurt überwintern, was Wallenstein vermutete, oder weiter nach Osten, Richtung Halle oder gegen die Elbe vorstoßen um sich mit den jenseits der Elbe operierenden 12.000 Mann der sächsischen Armee unter Arnim zu vereinen. Wallenstein verlegte nun sein Lager nach Lützen, wo er die befestigte Stadt Leipzig im Rücken hatte, und begann bereits, sein Heer für die Überwinterung auf strategisch wichtige Städte Sachsens zu verteilen. Einerseits wollte er einen Sperrriegel zwischen die schwedische Armee und die Elbe legen, andererseits sich die Rückzugswege nach Böhmen offenhalten. So schickte er am 15. November Pappenheim mit seinen Einheiten nach Halle, während Gallas weiter die Elbe zwischen Meißen und Pirna sowie die Erzgebirgspässe sicherte.

Den Elbübergang bei Torgau zu besetzen, gelang ihm aber nicht, da Georg von Lüneburg dort bereits mit etwa 6.000 Mann eingerückt war. Oberst Hatzfeldt ging mit vier Regimentern nach Eilenburg, während Colloredo mit einigen Kompanien Infanterie und Kroaten Weißenfels verstärken sollte. Holks wurde nach Westfalen beordert, um dort neue Truppen für das nächste Frühjahr anzuwerben. Erhebliche Teile des kaiserlichen Heeres hatte Wallenstein jedoch aus diversen Gründen im Reich verstreut stehen, vom Elsass über die Oberpfalz bis nach Niedersachsen sowie in Oberschlesien; in ganz Sachsen verfügte er nur über etwa 35.000 Mann. Gustav Adolf aber brach am 15. November gegen 4.00 Uhr morgens von Naumburg auf, um zwischen den kaiserlich gehaltenen Städten hindurch zur Elbe vorzustoßen und sich dort mit den aus Schlesien kommenden Sachsen zu vereinen. Als Colloredo gerade Richtung Weißenfels aufbrach und das Flüsschen Rippach überquert hatte, stieß er in den Morgenstunden des 15. November plötzlich auf die schwedische Hauptarmee. Gustav Adolf erfuhr von Gefangenen, dass die Wallensteinsche Armee bereits aufgeteilt und damit geschwächt war – vor allem aber, dass Pappenheim mit der Elite der kaiserlichen Reiterei nicht mehr bei der Hauptarmee Wallensteins war. Sofort wollte er auf Lützen vorrücken, Colloredo konnte jedoch durch die Verteidigung zweier Brücken über die Rippach einen sofortigen Vorstoß der Schweden verzögern, so dass es erst am Folgetag zur Schlacht kam. Boten von Colloredo wiederum informierten Wallenstein über die heranrückende schwedische Streitmacht. Mit dringlichen Briefen beorderte dieser seine Truppen, insbesondere Marschall Pappenheim zurück: „Der feindt marschiert hereinwarths der herr lasse alles stehen und liegen und incaminiere sich herzu mit allem volck…“ Die Heere nahmen über Nacht nur wenige 100 Schritte voneinander entfernt Aufstellung. Pappenheim schaffte es trotz Eilmarsch nicht, noch in der Nacht zur Hauptarmee zu stoßen.

## Schlachtaufstellung

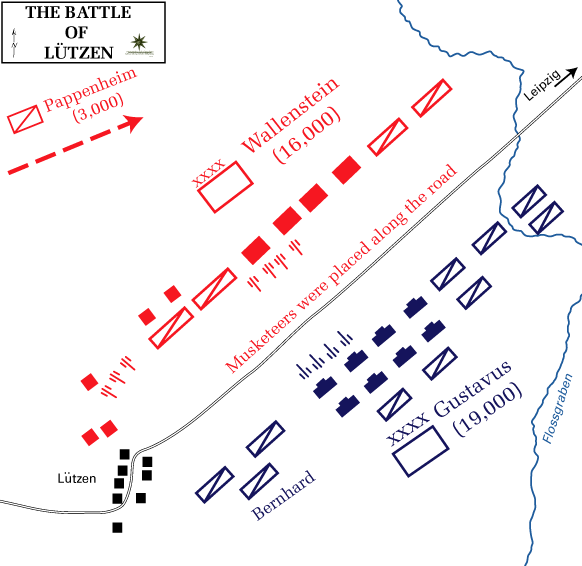
Stellung der Truppen

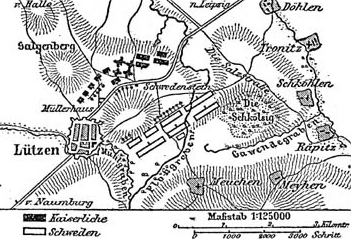
Karte der Schlacht

Wallenstein nahm über Nacht seine Stellung nördlich der Straße von Lützen nach Leipzig mit der Front nach Süden ein und ließ die Straßengräben vertiefen. Zur Rechten lehnte sich die Aufstellung an den Ort Lützen mit seinen ca. 300 Häusern und einem festen Schloss in der Mitte. Im Osten zog sie sich bis zum sogenannten Floßgraben, einem kleinen Kanal für Holzschiffer. Dort war die Straße erhöht und bot mit dem Kanal eine gute Verteidigungsposition. Die Gesamtstrecke dürfte maximal zweieinhalb Kilometer betragen haben. Wallensteins Schlachtordnung war der moderneren Kampftaktik der Schweden angepasst. Anstelle der früheren quadratischen Heerhaufen (Terzios) standen zur besseren Beweglichkeit, und um die große Frontlänge zu überbrücken, die Reihen nirgendwo tiefer als zehn Mann.

Im Zentrum standen sieben Divisionen à 1000 Mann, im ersten Treffen fünf, dahinter zwei, dazwischen Reiterkompanien. Auf den Flügeln waren Reiter und Gruppen von Musketieren aufgestellt. Die Schlachtordnung bot ausreichend Platz, um zwischen den Divisionen Reserven bewegen zu können. Stark gestaltete sich insbesondere der rechte, an Lützen angelehnte Flügel mit weiteren vier Regimentern gepanzerter Reiterei. Dort waren auch 14 Geschütze (Kartaunen) in Stellung. Sieben weitere Geschütze waren vor dem Zentrum verteilt. Relativ schwach war der östliche, linke Flügel aufgestellt. Er sollte von den Pappenheimer Reitern verstärkt werden, deren Ankunft dringend erwartet wurde. Bis dahin wurde der linke Flügel von Heinrich von Holk kommandiert.

Die Schlachtordnung der Schweden, die sich über Nacht südlich der Leipziger Straße auf dem Feld aufstellten, war in zwei Treffen geteilt, jedes aus Fußvolk und Reiterei durchmischt. Sie zählten etwa 19.000 Mann, die Kaiserlichen ohne Pappenheim 17.000 Mann. Auch bezüglich der Anzahl der Geschütze war das schwedische Heer im Vorteil, wobei die Zahl der großen Geschütze kaum differierte, sie jedoch zusätzlich über etwa 40 kleine so genannte Lederkanonen, sehr leicht zu bewegende Feldgeschütze, verfügten. Sie nahmen noch im Frühnebel Aufstellung vor dem Dorf Meuchen, südöstlich von Lützen, nach Nordosten bis zum Skölziger Wald. Von dort marschierten die Schweden, sich weiter entfaltend, nach Norden gegen die Kaiserlichen.

## Verlauf der Schlacht
Erst gegen elf Uhr löste sich der Nebel so auf, dass der Feind sichtbar wurde. Wallenstein, der nahezu immer eine defensive Schlachtführung bevorzugte, erwartete den Angriff der Schweden. Der Herzog kommandierte den rechten Flügel seines Heeres praktisch ungeschützt und trug nur einen Lederkoller statt des ihm lästigen Kürass. Wallenstein hatte abermals mit ununterbrochenen Gichtschmerzen in den Füßen zu kämpfen. Seine Steigbügel mussten mit Seide umwickelt werden, um ihm überhaupt das Reiten zu ermöglichen. Mehrfach ließ er sich beim Inspizieren von Stellung zu Stellung tragen.

Nach einer Andacht und einem von der gesamten Armee gesungenen Lied führte Gustav Adolf den ersten Hauptstoß mit seinem rechten, östlichen Flügel, dessen Befehl er selbst übernahm, gegen die schwache linke Flanke der kaiserlichen Armee. Die finnischen Kürassiere zersprengten die nur leicht berittenen Polen und Kroaten auf Wallensteinscher Seite. Die Unsicherheit des linken Flügels griff auf das Zentrum über. Die dort angreifenden Schweden überrannten die zwischen den Fronten liegende Straße nach Leipzig gegen den Widerstand der kaiserlichen Musketiere. Die sieben Geschütze vor dem Zentrum der kaiserlichen Armee wechselten erstmals den Besitzer. So schien die Schlacht bereits gegen zwölf Uhr zu Gunsten der Protestanten entschieden. Gerade zu diesem Zeitpunkt traf Marschall von Pappenheim mit mehreren Reiterregimentern ein, zusammen ca. 3000 Mann. Heinrich von Holk, der bis dahin hier kommandierte, begab sich zu seinen eigenen Einheiten nahe bei Lützen. Unter dem massierten Reiterangriff Pappenheims mussten sich die Schweden zurückziehen. Dadurch formierte sich auch das kaiserliche Zentrum; die Geschütze und die Straße nach Leipzig wurden in heftigen Kämpfen zurückerobert. Schon vor seinem Angriff hatte von Pappenheim mehrere hundert leichte kroatische Reiter in großem Bogen hinter die schwedische Front geschickt, die dort die Munitionswagen und die Bagage angriffen und Unruhe in das zweite Treffen (d. i. die zweite Kampfreihe) trugen. Durch diese wurden mehrere Regimenter der Schweden gebunden, die so der Hauptschlacht nicht voll zur Verfügung standen.

Marschall von Pappenheim wurde bereits während des ersten von ihm geführten Angriffs durch Kugeln so schwer verwundet, dass er aus dem Gefecht gebracht werden musste. Er starb am nächsten Morgen an seinen Verletzungen. Seine Regimentskommandeure flohen und mit ihnen die meisten Pappenheimschen Reiter, so dass die eben gewonnenen Gebiete wieder verloren gingen, der Wallensteinsche linke Flügel sich wieder auflöste und dadurch das Zentrum seinen Flankenschutz verlor. Die Straße nach Leipzig und die Geschütze befanden sich wieder im Besitz der Schweden. Erneut schien die Schlacht auf der östlichen Seite verloren, als nun Nebel aufzog, in dem es den Kaiserlichen gelang, ihre Front zu stabilisieren. Oberst Ottavio Piccolomini eilte mit zwei Kürassier-Regimentern von der Lützener zur östlichen Seite der Schlacht, übernahm dort das Kommando und führte im Verlauf des Nachmittages – mit heftiger Artillerieunterstützung der 14 Geschütze des rechten Flügels – insgesamt sieben Reiter-Attacken gegen die Schweden, wobei er verwundet wurde. Die Schweden wurden auf dieser Seite geschlagen und die Kartaunen erneut in Besitz der Kaiserlichen gebracht.

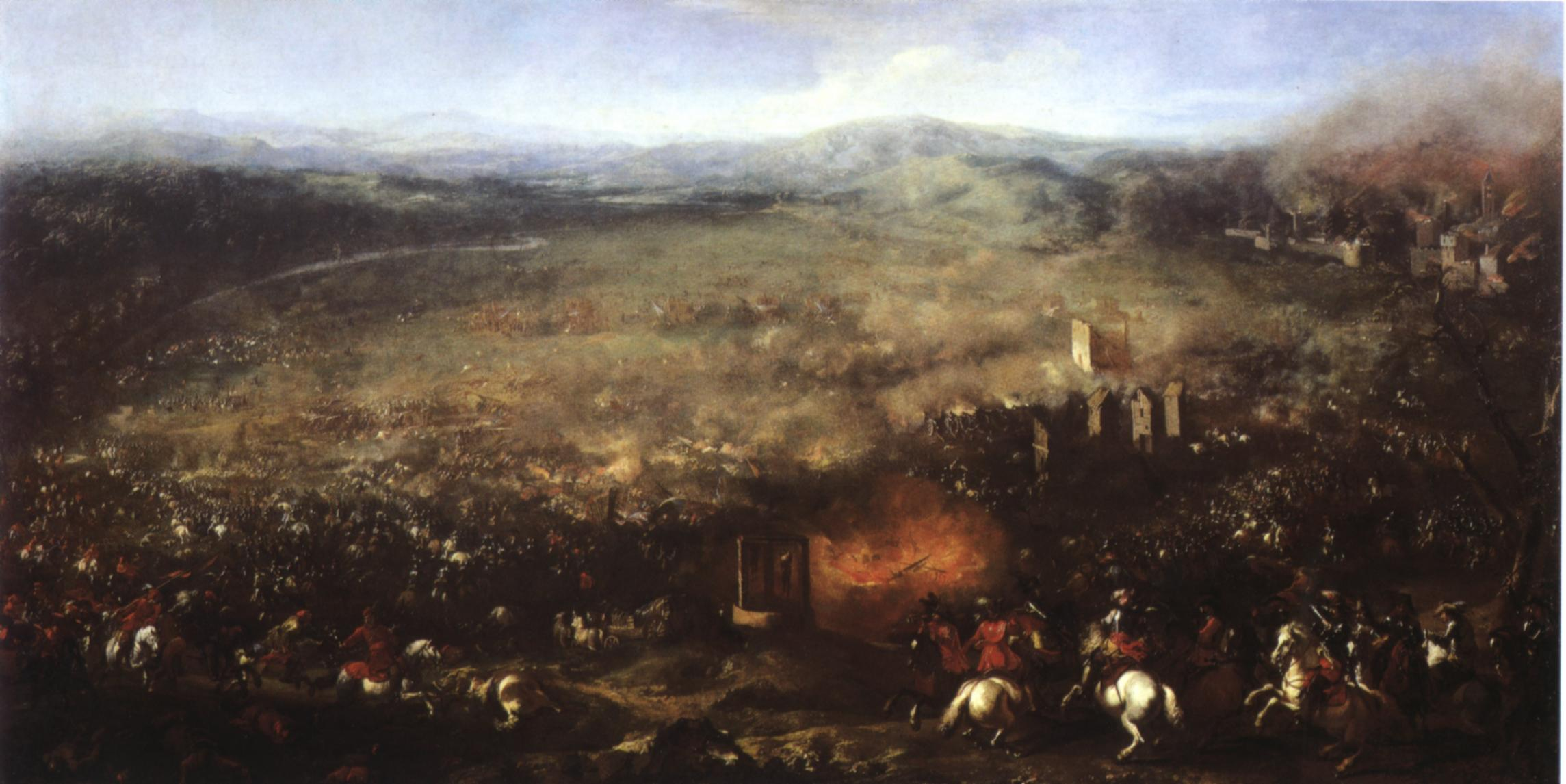
Jacques Courtois: Die Schlacht bei Lützen (um 1655, frei erfunden).

Auf dem westlichen, Lützener Flügel brachen sich die Angriffe der schwedisch-sächsischen im Geschosshagel der dort postierten 14 kaiserlichen Geschütze sowie an der dort massierten gepanzerten Reiterei und der Behinderung durch den Rauch des in Brand gesteckten Ortes. Auf protestantischer Seite waren hier die sächsischen Regimenter unter dem Kommando Bernhards von Sachsen-Weimar aufgestellt. Wallensteinsche Reiterei unter Führung des Feldherrn selbst drang in das gegnerische Fußvolk ein und drängte es zurück, so dass auch das Zentrum der Schweden gefährdet wurde. Holk sekundierte nach seiner Ankunft auf dem rechten Flügel Wallenstein, der zwei Stunden lang umringt von schwedischer Infanterie kämpfte. Bernhard von Sachsen-Weimar ließ den König wissen, dass er sich nicht mehr lange werde halten können. Daraufhin verließ Gustav Adolf seinen in jenem Moment noch erfolgreich agierenden rechten Flügel und ritt mit einem Regiment Småländern zwischen den Frontlinien auf kürzestem Weg nach Westen, um der Lützener Seite Entlastung zu bringen. Im Nebel geriet der kurzsichtige König nahe an die feindlichen Linien, von wo er ausgemacht wurde und einen Musketenschuss in den linken Arm erhielt, so dass er seinen Schimmel nicht mehr lenken konnte. Er bat seinen Begleiter Franz Albrecht von Sachsen-Lauenburg, ihn aus dem Getümmel zu bringen. Hilflos abtreibend trafen sie auf einen Schwarm kaiserlicher Reiter, die den König mit Pistolenschüssen in den Rücken und Stichen töteten. Gustav Adolf trug wegen einer älteren Verletzung am Tag der Schlacht keinen Harnisch. Während Franz Albrecht fliehen konnte, wurde der Leichnam geplündert und blieb halb entkleidet auf dem Feld liegen. Dies war gegen ein Uhr mittags.

Die protestantische Seite formierte sich neu und griff mehrfach den Lützener Flügel an. Zunächst hielten sich die Kaiserlichen, so dass ihre Artillerie noch die Attacken von Piccolomini auf der anderen Seite des Schlachtfeldes unterstützen konnte. Später wurden die Wallensteinschen Truppen zurückgedrängt und die 14 Kartaunen erobert. Die Wallensteinsche Front bröckelte.

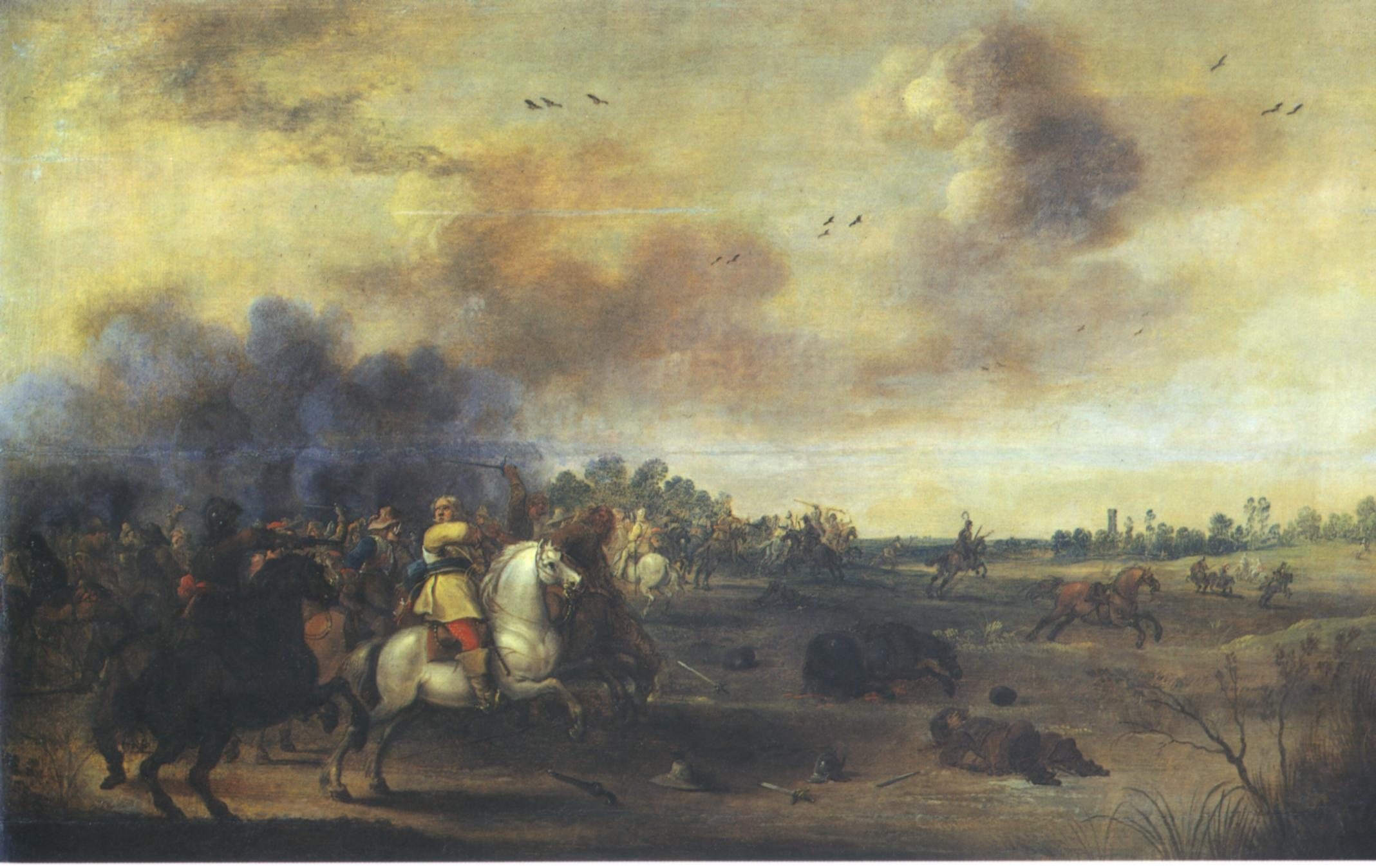
Pieter Meulener (1602–1654): Gustav Adolf in der Schlacht bei Lützen. Öl auf Holz, Heeresgeschichtliches Museum Wien

Die Kämpfe dauerten bis zur hereinbrechenden Dunkelheit. Auf dem östlichen Flügel konnte Piccolomini ohne Artillerieunterstützung keinen entscheidenden Sieg erringen, auf dem westlichen Flügel hatte die erschöpfte schwedisch-sächsische Armee nicht mehr die Kraft zu einem durchgreifenden Erfolg. Bei Aussichtslosigkeit auf Erfolg gab Wallenstein den Befehl zum Rückzug. Die kaiserlichen Truppen räumten geordnet das Feld. Die Schweden lagerten in ihren Ausgangsstellungen südlich des Kampffeldes. Die Pappenheimsche Infanterie traf erst am Abend ein.

## Ergebnis der Schlacht
Ein eigentlicher Sieg war auf keiner Seite erfochten worden. Die Schweden hatten das Feld behauptet, die Kaiserlichen sich zurückgezogen. Beide Seiten hatten erhebliche Verluste an Toten und Verwundeten erlitten. Angaben über Gefangene gibt es nicht. Auf dem Schlachtfeld verblieben nach dem Rückzug die 21 Wallensteinschen Kartaunen, die sämtlich an die Schweden verloren gingen. Zwar lagerten die Schweden nicht direkt auf dem Kampfplatz, so dass die abends eintreffende Pappenheimsche Infanterie die Geschütze wohl hätte bergen können, doch fürchtete Wallenstein den Anmarsch sächsischer und lüneburgischer Truppen und wollte für den weiteren Rückzug in die Stadt Leipzig keine Zeit verlieren.
Auf kaiserlicher Seite als großer Verlust angesehen wurde der Tod des Marschalls von Pappenheim. Nicht aufzuwiegen aber war auf schwedisch-protestantischer Seite der Verlust von König Gustav Adolf, des wohl charismatischsten Feldherrn des Dreißigjährigen Krieges. Seine Leiche wurde – ausgeraubt und teilweise entkleidet – unweit eines großen Feldsteins unter einer Vielzahl von Toten gefunden.

Wallenstein erhielt Glückwünsche vom Kaiser aus Wien, vom polnischen und spanischen König, vom Papst und aus Frankreich. Dennoch wurde bereits bald angemerkt, dass die Einschätzung als Sieg letztlich nur auf dem Tod König Gustav Adolfs beruhte. Diesem Umstand verdankt die Schlacht auch ihren Stellenwert in der Geschichtsschreibung und die umfangreichen Berichte über ihren Verlauf. Sie war weder die größte des Krieges (bei der Schlacht bei Breitenfeld standen sich über 80.000 Mann gegenüber), noch war sie kriegsentscheidend. Sie dauerte mit etwa sieben Stunden für die damalige Zeit sehr lange und wurde – nicht zuletzt aufgrund des Königstodes – mit großer Erbitterung geführt. Herzog Bernhard von Sachsen-Weimar, der schon während der Schlacht an Stelle von Gustav Adolf den Oberbefehl übernommen hatte, blieb Oberkommandierender der protestantischen Seite, zusammen mit dem schwedischen General Horn. Am nächsten Morgen führte er seine Truppen zurück nach Naumburg. Politischer Nachfolger Gustav Adolfs wurde der schwedische Reichskanzler Axel Oxenstierna, der auch bei Lützen dabei war.

## Archäologie
Zwischen 2006 und 2011 untersuchten Archäologen des Landesamts für Denkmalpflege und Archäologie Sachsen-Anhalt planmäßig das Schlachtfeld von Lützen mittels Metalldetektoren und Geomagnetik. Die schlachtfeldarchäologische Analyse mit Einzelfundeinmessung und einer Zusammenschau aller Funde erlaubt einen Einblick in den Ablauf der Schlacht und führte auch zur Lokalisierung eines Massengrabs, das im November 2011 en bloc geborgen werden konnte. Das Massengrab war im Jahr 2015 Teil der Ausstellung „Krieg – eine archäologische Spurensuche“ im Landesmuseum für Vorgeschichte in Halle. Im Jahr 2018 war es Teil der Ausstellung „Krieg. Auf den Spuren einer Evolution“ im Naturhistorischen Museum Wien.